# Solstici d'hivern

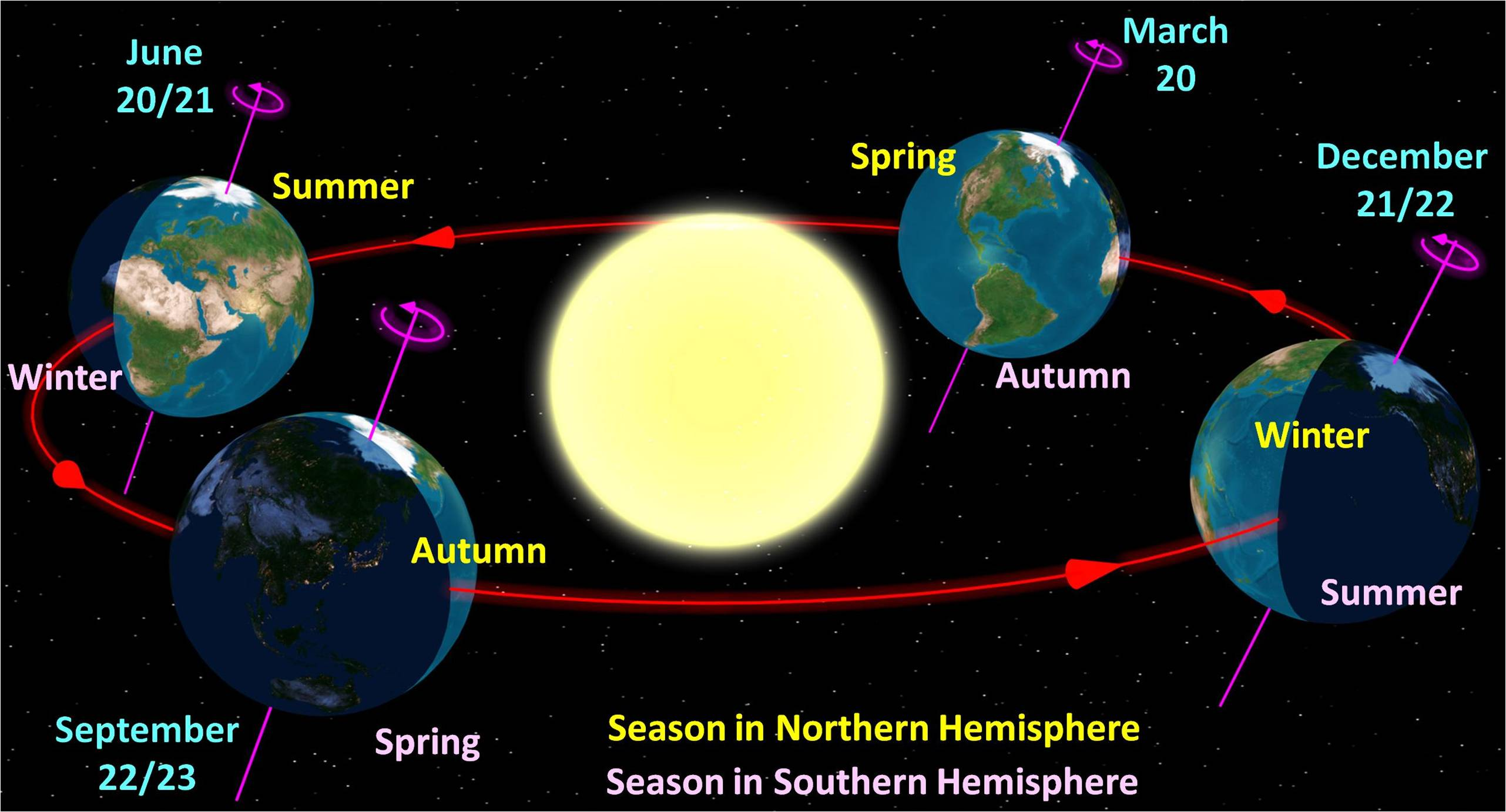
Diagrama de les estacions de la Terra, sota una perspectiva nòrdica. Extrem dret: solstici d'hivern.

El solstici d'hivern correspon a l'instant en què la posició del Sol al cel es troba a la major distància angular negativa de l'equador celeste. Depenent de la correspondència amb el calendari, l'esdeveniment del solstici d'hivern té lloc, cada any, entre el 20 i el 23 de desembre a l'hemisferi nord, i entre el 20 i el 23 de juny a l'hemisferi sud.

## Desenvolupament
El significat estacional del solstici d'hivern, es manifesta en la reversió de la tendència a l'allargament de la durada de les nits i a l'escurçament de les hores diürnes. Diferents cultures defineixen això de diverses maneres, ja que en algunes ocasions es considera que, astronòmicament, pot assenyalar, sia el començament o la meitat de l'hivern de l'hemisferi. L'hivern és una paraula de significat subjectiu, ja que no té un principi o meitat que estigui científicament establert, no obstant això en el cas del solstici d'hivern podem calcular amb exactitud el segon en el qual ocorre. Encara que en teoria el solstici d'hivern solament dura un instant, aquest terme també s'usa normalment per referir-se a les 24 hores del dia en què té lloc.
El significat o interpretació d'aquest esdeveniment ha variat en les diferents cultures del món, però la majoria el reconeix com un període de renovació i renaixement, que comporta festivals, fires, reunions, rituals o altres celebracions.
La paraula solstici es deriva del llatí sol ("Sol") i sístere ("romandre quiet").

## Data
El 45 aC, en el calendari julià es va establir el 25 de desembre com el solstici d'hivern d'Europa. Hi havia una diferència entre l'any civil (365,2500 dies) i l'any tropical (365,2422 dies), i aquesta diferència va provocar que el solstici astronòmic no caigués sempre el mateix dia, sinó que s'avancés aproximadament tres dies cada quatre segles. El 1582, el papa Gregori XIII va decretar el canvi al nou calendari gregorià, amb el que el solstici d'hivern (en l'hemisferi nord) succeïa al voltant del dia 21 de desembre. Anualment, al calendari gregorià el solstici fluctua lleugerament, però a llarg termini (només al voltant d'un dia cada 3000 anys).

Les xifres de la dreta mostren les diferències entre el calendari gregorià (Figura 1: ús d'1 any de traspàs cada 4 anys) i el calendari persa jalali (figura 2: utilitzant l'aritmètica de 33 anys aproximació), en referència a l'època de l'any del solstici d'hivern el desembre. L'eix I representa els «dies d'error» i l'eix X mostra els anys del calendari gregorià. Cada punt representa una única data en un any determinat. L'error per cicle és d'aproximadament 1 dia cada 4 anys, i es corregeix amb un any de traspàs cada quatre anys amb regularitat i, en el cas del calendari persa també un salt periòdic de cinc anys per completar un cicle de 33 anys, mantenint el solstici de vacances d'hivern el mateix dia cada any.

### Posició de temporada
Les interpretacions que les diverses cultures donen al solstici són variades. L'hivern és un terme subjectiu, per la qual cosa no està científicament establert el principi o la meitat d'un hivern, però el solstici d'hivern sí que està clarament calculat amb exactitud. Per als països celtes, com Irlanda, genèricament la temporada d'hivern comença l'1 de novembre, el dia de Samhain. Acaba l'hivern i la primavera comença en l'Imbolc o la Candelera, que és l'1 de febrer i el 2 de febrer.
Aquest sistema de calendari d'estacions es basa en la durada de dies exclusivament. A la major part d'Àsia oriental les cultures defineixen les estacions en termes d'energia solar, amb Dong Zhi en el solstici d'hivern com el mitjà o hivern «extrem». Aquest sistema es basa en l'altura aparent del Sol sobre l'horitzó al migdia. Alguns festivals de ple hivern s'han produït d'acord amb els calendaris lunars i així té lloc la nit del Hōku (‘la lluna plena més propera al solstici d'hivern' en idioma hawaià). I per a molts països europeus el ple hivern del calendari solar encara és centre de les celebracions de la nit del 24 de desembre en les festes del 25 de desembre en l'hemisferi nord, que va ser considerat com el solstici d'hivern des de la creació del calendari julià. En el Talmud jueu, Teḳufat Tevet, és l'estació del solstici d'hivern, es registra com el primer dia del «pas de temps» o la temporada d'hivern. La cultura irànica també ho reconeix com el començament de l'hivern.

### Sortida i posta del sol

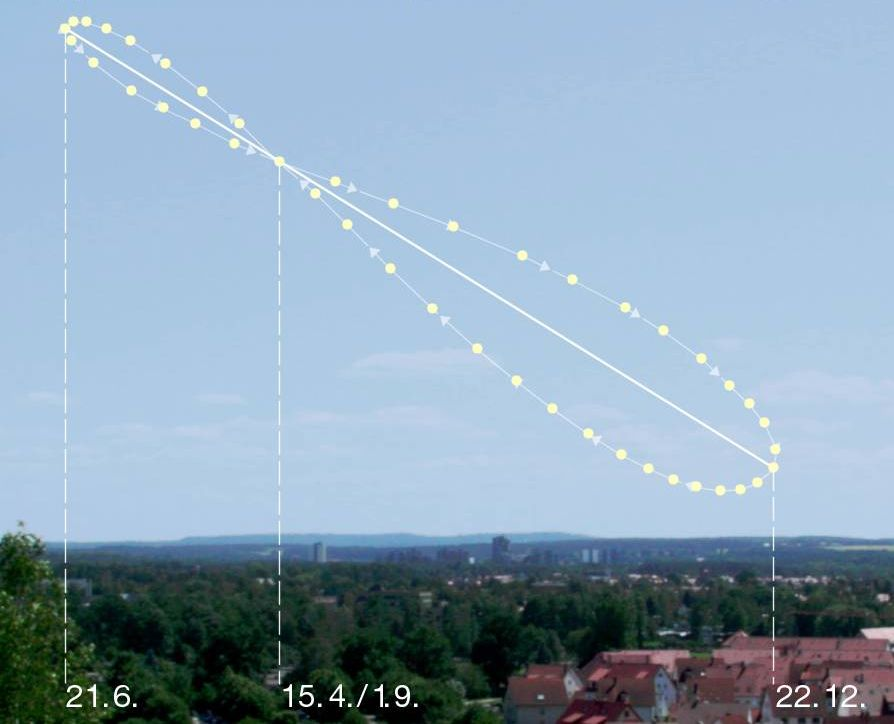
Exemple d'analema solar, mostrant la corba en forma de vuit tombat

A causa de l'òrbita el·líptica i axial de la Terra, ni la inclinació, la primera ni l'última posta de sol o sortida del sol cauen exactament en el solstici d'hivern. La primera posta de sol es produeix abans que el solstici (per uns pocs dies), i l'última sortida del sol més tard. Per una o dues setmanes entorn dels dos solsticis, tant l'alba i el capvespre són una mica abans o més tard en cada dia. Fins i tot en l'equador, l'alba i el capvespre canvia diversos minuts cap endavant i cap enrere al llarg de l'any, juntament amb el migdia solar. Aquest efecte es representa per un analema.

## Història i importància cultural

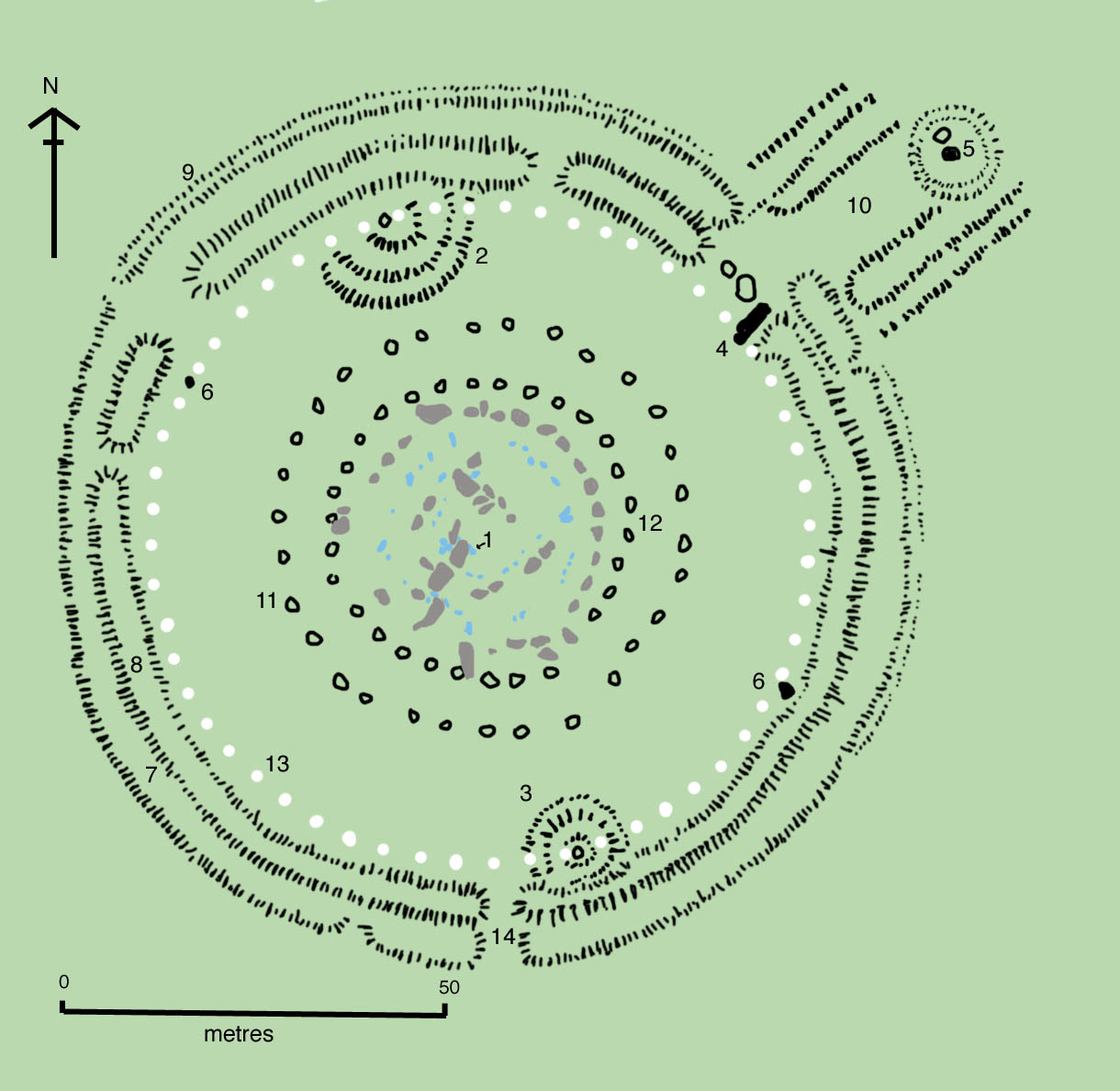
Pla actual de Stonehenge

El solstici per si mateix pot haver estat un moment especial del cicle anual de l'any, fins i tot durant el Neolític. Esdeveniments astronòmics controlats en l'antiguitat, com l'aparellament dels animals, la sembra dels cultius i el mesurament de les reserves entre les collites d'hivern mostren com han sorgit les diferents mitologies i les tradicions culturals. Això és comprovat per la física que es manté en l'art de finals del Neolític i l'edat de bronze, com en els jaciments arqueològics d'Stonehenge (a Gran Bretanya) i Newgrange (Irlanda).
Els principals eixos de tots dos monuments semblen haver estat acuradament alineats sobre una línia de vista que apunta a la sortida del sol del solstici d'hivern (New Grange) i la posta del sol del solstici d'hivern (Stonehenge). Cal destacar el significatiu respecte de Stonehenge amb el fet que la Gran Trilithon es va erigir des del centre cap a l'exterior del monument, és a dir, la seva bona cara plana es va tornar cap a la sortida del sol de ple hivern.
El solstici d'hivern pot haver estat immensament important perquè les comunitats restaven privades de moltes coses durant l'hivern, i havien d'estar preparades en els últims nou mesos. La gana era comuna a l'hivern, entre gener i abril, també coneguts com a «mesos de la fam». En els climes temperats, el festival de ple hivern era l'última festa de celebració, abans del començament de l'hivern. La majoria dels animals eren sacrificats per no haver d'alimentar-los durant l'hivern, per la qual cosa pràcticament era l'únic moment de l'any per al subministrament de carn fresca disponible. La majoria de vi i cervesa durant la collita anual estava finalment fermentada i llista per beure en aquest moment. El més intens de l'observança no sempre era en el dia que comença a la mitjanit o a l'alba, sinó a l'inici del dia pagà, que en moltes cultures queia al vespre del dia anterior.

## Celebracions en l'hemisferi sud (juny)

### Tiahuanaco

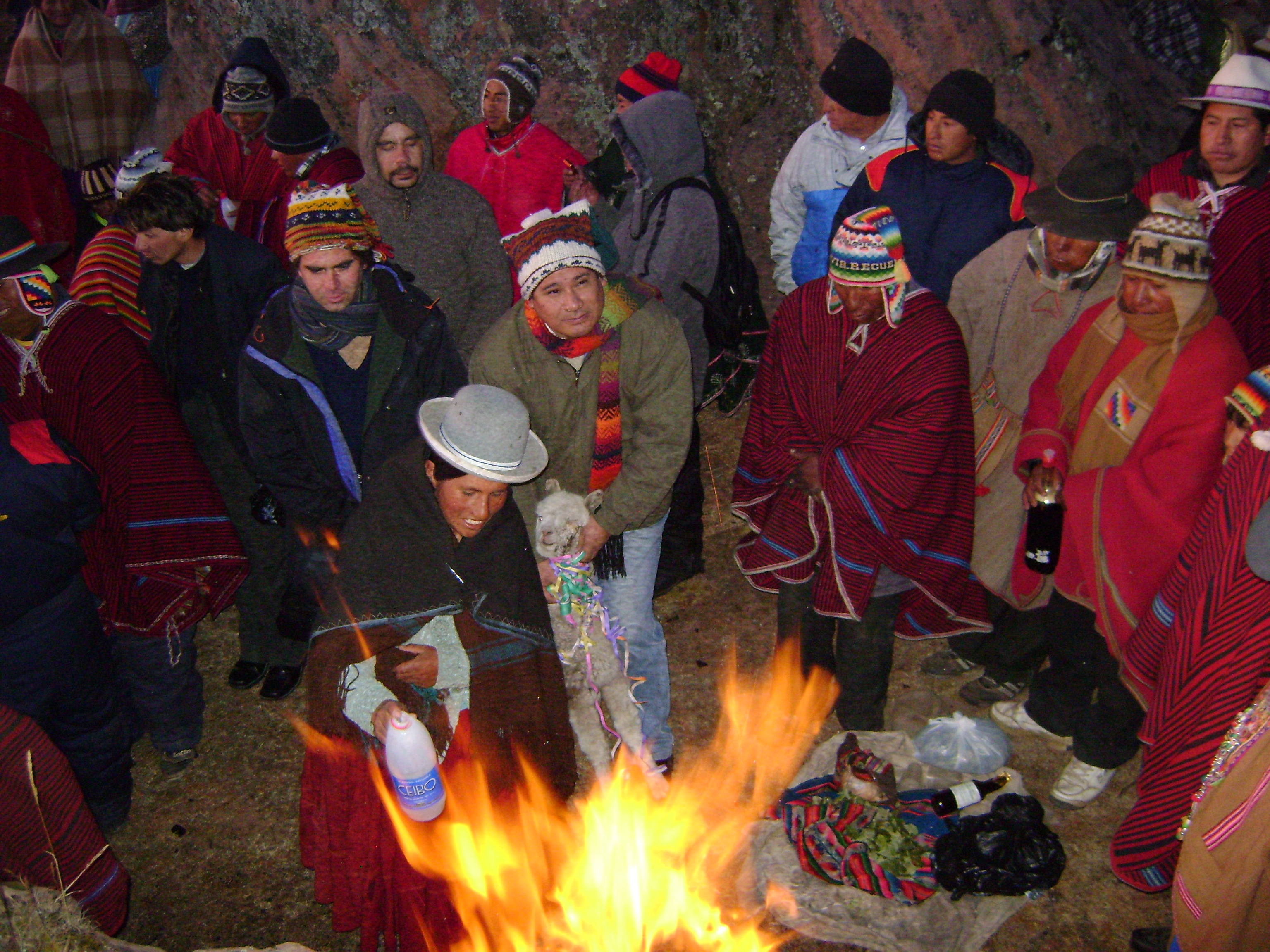
Sacrifici (Wilancha) a Wilaqala en el dia de l'any nou aimara (Willka Kuti) celebrat el 21 de juny

Els aimares celebren el 21 de juny de cada any en la ciutadella pre-incaica de Tiahuanaco el "Willka Kuti", o "tornada del sol". Centenars de persones, visiten a primera hora el temple de Kalasasaya de Tiahuanaco, per assistir a la commemoració coincident amb el solstici de l'hivern austral i el canvi del cicle agrícola per la sembra del camp. Es pren com a any 0 el 3508 aC. Cada any s'identifiquen a nivell regional els llocs sagrats i huacas en les quals se celebrarà el Willka kuti. La cultura occidental l'anomena any nou andí amazònic.

### Inti Raymi

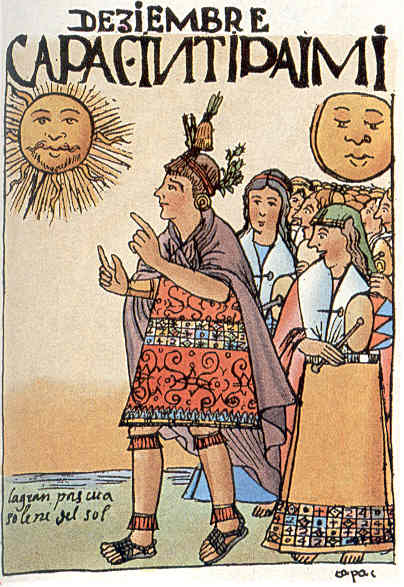
Inti Raimi

El Inti Raymi (o festa del sol) és una cerimònia religiosa de l'Imperi Inca en honor del déu sol Inti. També va marcar el solstici d'hivern i un nou any als Andes de l'hemisferi sud. Una cerimònia realitzada pels sacerdots inques era la vinculació del sol. A Machu Picchu encara hi ha una gran columna de pedra anomenada Intihuatana, que significa "picota del Sol" o, literalment, "per lligar al Sol". La cerimònia per lligar al sol a la pedra era impedir que el sol s'escapi. Els conqueridors espanyols van destruir tots els altres inti huatana, extingint pràcticament la pràctica de vinculació del sol. Però mai van poder trobar Machu Picchu. Cap el 1572, l'Església Catòlica va aconseguir suprimir totes les festes i cerimònies inti. Des de 1944 una representació teatral de l'Inti Raymi es duu a terme a Sacsayhuamán (a dos quilòmetres de Cusco) el 24 de juny de cada any, atraient a milers de visitants locals i turistes.
La cultura Monte Alto pot tenir també una tradició similar.

#### Inti Raymi en la Huaca de Chena
La posta del sol del solstici d'hivern ocorre en un punt clau des del ushnu de la Huaca de Chena: la intersecció de l'horitzó més proper (Cerro Chena) i del més llunyà (serralada de la Costa). A més, en aquesta direcció precisa es troba el cim del turó més alt (1166 msnm) que culmina al sud de la costa Zapata
Aquest detall podria no ser una coincidència, sinó un requisit topogràfic important, a causa de l'associació coneguda dels turons alts amb el culte a l'aigua en diverses cultures.
Durant la celebració de l'Inti Raymi de 2006 a La Huaca, el jove arqueòleg i andinista Ricardo Moyano, va observar la sortida del sol i va reconèixer la depressió en els turons on surt el sol, com el lloc anomenat Portezuelo del Inca. Fins a aquest moment aquest nom no tenia explicació. A partir d'aquesta observació, en opinió de Stehberg, podria tractar-se de la primera línia de ceques trobada a Santiago de Xile. A Cuzco, els ceques consistien en línies imaginàries que partien des del Coricancha i es dirigien cap a cada huaca, conformant un total de 328 huaques. Complien funcions d'ordre polític, social i religiós. El Coricancha era el principal temple de la cultura inca. A l'alba de l'equinocci, el sol travessa la porta del recinte oriental i creua el passadís. Al capvespre realitza el camí invers. La diagonal del passadís d'accés assenyala la línia Nord-Sud. Mitjançant aquest senzill mètode, i utilitzant fang i pedres com a materials de construcció, els astrònoms inques aconseguien observacions de gran precisió.

### We Tripantu
We Tripantu (sent we tripantu: "nou any" o "nova sortida del sol" en maputxe) és la celebració de l'any nou maputxe que es realitza entre el 21 de juny i el 24 de juny en el calendari gregorià. Conforma la nit més llarga de l'any i el moment en què el sol recupera la seva força i la terra comença a renéixer.
La celebració consisteix a vetllar en família durant la nit, esperant l'alba. En aparèixer el sol se li dona la benvinguda i es practica un bany ritual en un riu. 

### Maruaroa o Takurua
La celebració de la Maruaroa o Takurua ocorre des del 20 fins al 22 de juny, és considerada pels maoris de Nova Zelanda com la meitat de la temporada d'hivern. Els maoris creuen que el sol té dues núvies: Takarúa (a l'hivern) i Hineraumati (a l'estiu). D'això es dedueix directament després de la pujada de Matariki (Plèiades), que marca el començament de l'any nou austral i es diu que és quan el Sol es torna del seu viatge cap al nord amb la seva núvia d'hivern Takurua (l'estrella Sírius) i comença el seu viatge de retorn a la seva núvia d'estiu Hineraumati.

### Nit de Sant Joan (Europa i Amèrica del Sud)
La Nit de Sant Joan és una festivitat molt antiga d'Europa en la qual se celebra l'arribada del solstici d'estiu en l'hemisferi nord, que va ser portada al continent americà per espanyols i portuguesos en l'època de colonització. En la major part d'Amèrica del Sud aquest dia està prop del solstici d'hivern i les tradicions europees es conserven, però no s'associen amb l'arribada de l'estiu. D'altra banda, la festa de Sant Joan conté elements de les cultures indígenes com l'aimara i la maputxe, que celebren el seu any nou en la mateixa data. Així mateix, a Colòmbia se celebra especialment en els departaments del Tolida i Tolima, però ha perdut les seves connotacions astronòmiques i es limita al d'una festa cultural coneguda com a Sant Pere i Sant Joan el qual se celebra àmpliament en tots els municipis d'aquests departaments.

## Celebracions en l'hemisferi nord (desembre)
La següent és una llista alfabètica de les celebracions que es creu que estan directament relacionades amb el solstici d'hivern.

### Amaterasu celebració, rèquiem dels morts (segle VII, Japó)

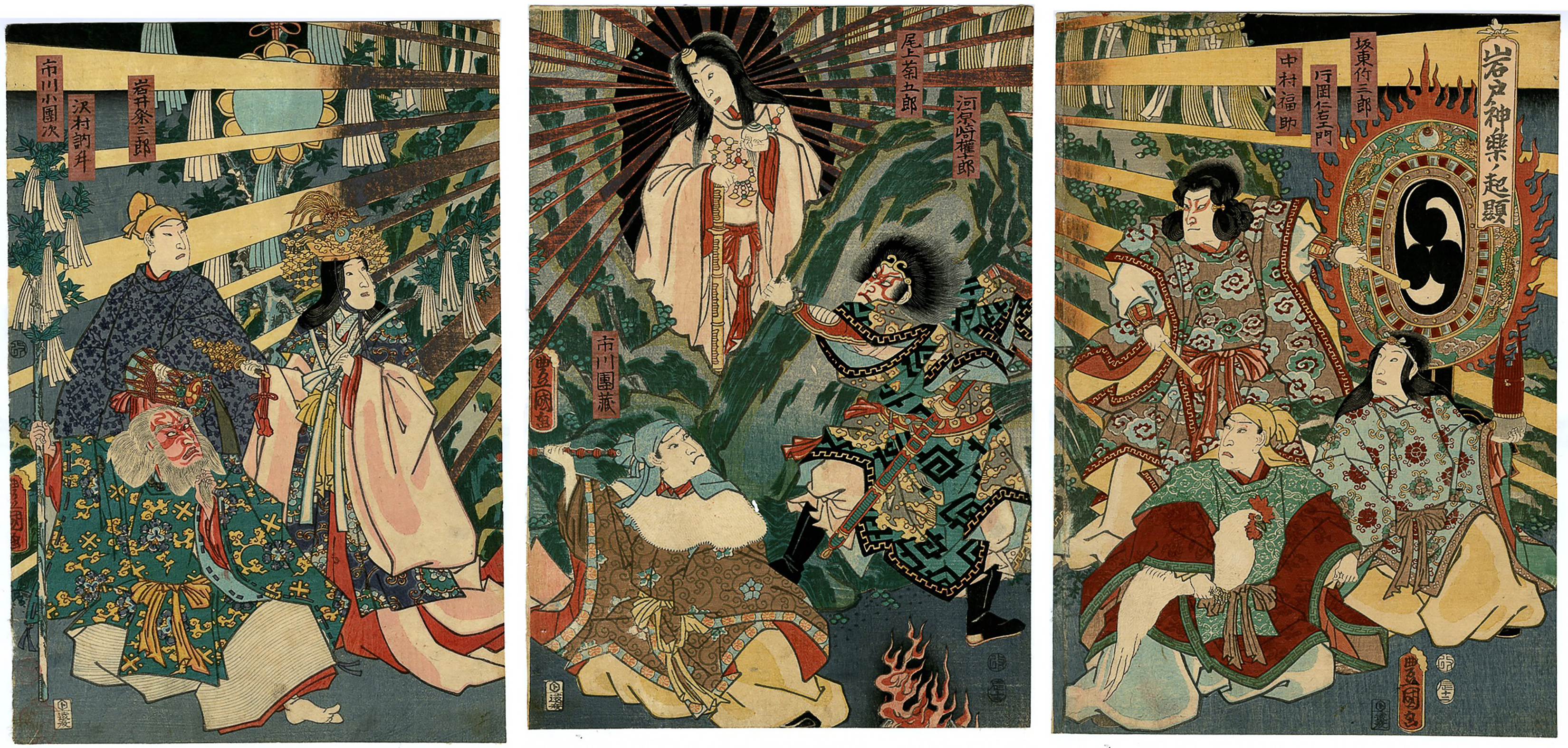
Deessa japonesa Amaterasu emergint d'una cova.

A finals del segle vii, al Japó, es van celebrar festes per celebrar el ressorgiment d'Amaterasu o Amateras, la deessa del sol de la mitologia japonesa, des de la seva reclusió en una cova. Enganyada pels altres déus amb una forta celebració, ella busca a ullades i troba la imatge de si mateixa en un mirall i és convençuda pels altres déus per tornar, amb el que la llum solar torna de tornada a l'univers. Se celebra rèquiem pels morts, manzai i Shishimai durant tota la nit, a l'espera de la sortida del sol. Aspectes d'aquesta tradició han continuat fins al dia d'avui en l'any nou

### Festival Beiwe
Beiwe és la deessa del sol adorada pels Saami, el poble originari de Lapònia. Ella viatja amb la seva filla Beiwe-Neia a través del cel en una estructura feta amb ossos de ren, portant de tornada les verdes pastures per als rens. En el solstici d'hivern els seus adoradors sacrifiquen cérvoles blanques i amb fustes i fils col·loquen la carn, en forma d'anells i lligat amb cintes brillants, també unten els seus pals amb mantega, perquè Beiwe pugui menjar el ric menjar i recuperar-se del seu viatge.

### Choimus, Chaomos
En les antigues tradicions dels kalash, poble de Pakistan, durant el solstici d'hivern, un semidéu torna a reunir i oferir oracions a Dezao, l'ésser suprem.
| «              | Durant aquesta celebració les dones i les nenes es purifiquen prenent banys rituals. Els homes aboquen aigua sobre els seus caps mentre es mantingui fins al pa. Després, els homes i els nens es purifiquen amb l'aigua i no han d'asseure's a les cadires fins a la nit quan la sang de la cabra es ruixa sobre les seves cares. Després d'aquesta purificació, s'inicia un gran festival, amb cants, danses, fogates, i la festa dels calls de cabra i altres delícies. | » |
| — Loren Madsen | |   |

### Nadal, Natalis Dómini (segle IV a Roma, segle XI a Anglaterra)

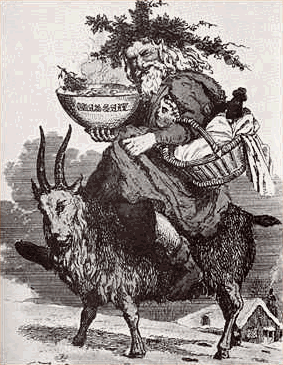
Pare Noel muntat en una cabra yule

La Nadal és una de les més populars celebracions cristianes, així com una de les celebracions més reconegudes a nivell mundial. El Nadal és la celebració del naixement de Jesucrist, considerat pels seus seguidors com el propi Déu encarnat.
El naixement se celebra el 25 de desembre, que era el solstici d'hivern quan es va crear el calendari julià. En els últims cent anys, diverses esglésies cristianes han reconegut que en aquesta festa es conjuguen elements folklòrics de diverses cultures, i permeten que gran part del folklore i les festes paganes locals es conjuguin dins de la festivitat. Fins a l'actualitat, en aquest dia se celebren antics festivals com Koleda (Коледа) i Karácsony en moltes parts d'Europa, que no estan relacionats amb la Nativitat cristiana. Les activitats més comunes inclouen el cant de nadales al voltant d'un «Belem» (una representació gràfica del naixement de Jesucrist), una missa de mitjanit entre el 24 i el 25 de desembre, una festa familiar amb menjars típics, i de vegades el lliurament de regals "una tradició de sant Nicolau de Bari" entre els presents, a l'hora de la mitjanit.

### Deuorius Riuri
La Deuorius Riuri anual va ser la gran festa divina d'hivern, observada pel calendari de Coligny. El lunisolar Coligney de mitjan hivern tornava a l'alineació solar cada dos anys i mig.

### Deygān
L'últim dia del mes persa Atzar és la nit més llarga de l'any, quan les forces d'Ahriman se suposa que estan en el cim de la seva força. L'endemà, el primer dia del mes dey, conegut com a Khoram ruz o Khore ruz (el dia de Sol) pertany al déu Ahura Mazda. Des que els dies són cada vegada més llargs que les nits, aquest dia marca la victòria del Sol sobre la foscor. L'ocasió se celebrava en l'antic festival persa Deygan dedicat a Ahura Mazda i Mithra, el primer dia del mes Dey

### Festival DōngZhì, festival Tōj
El festival del solstici d'hivern és un dels més importants festivals celebrats pels xinesos i altres asiàtics orientals durant el termini del dongzhi solar o al voltant del 21 de desembre quan el sol és més feble i la llum del dia més curta, és a dir, el primer dia de la dongzhi solar. Els orígens d'aquest festival es remunta al Yin i Yang, la filosofia l'equilibri i l'harmonia en el cosmos. Després d'aquesta celebració, hi haurà dies amb més hores de llum natural i, per tant, un augment de l'energia positiva que flueix.
- en japonès: 冬至
- en coreà: 동지
- en vietnamita: Đồng chí
- en pinyin: Dongzhi
- en romaja: Dongji
- en romaji: Tōji

El significat filosòfic d'això és simbolitzat pel hexagrama del I Ching fu (復、复, "tornar"). Tradicionalment, el Festival Dongzhi és també un temps per a la reunió de la família. Una activitat que es produeix durant aquestes reunions és la de fer i menjar. En el sud se sol celebrar amb Tangyuan (湯圓、汤圆, tal com es pronuncia en cantonès, mandarí pinyin: Tang Yuan), o boles d'arròs glutinoses (amb farciments o sense), que simbolitzen reunió. Mentre al nord, on fa molt més fred, el menjar familiar per a aquest dia és Jiaozi (Xinès: 餃子、饺子). La tradició diu que menjar Jiaozi en el dia Dongzhi prevé que caiguin les orelles per congelació. La tradició de menjars i activitats varien de zona en zona, encara que les dos principals són les esmentades. A Corea, es preparen similars boles d'arròs glutinoses (coreà: 새알심) (Romaja: Saealsim), en un tradicional porrige amb dolç de fesol vermell (coreà: 팥죽) (Romaja: Patjook). Aquesta civada es creu que tenen un poder especial i ha de ruixar-se al voltant de les cases de solstici d'hivern per repel·lir esperits sinistres.

### Goru
Goru és la cerimònia del solstici d'hivern (al desembre) del país dogon (a Mali). És l'últim ritual de la collita i celebra l'arribada a la humanitat, del déu del cel, Amma, a través de Nommo dins de l'Aduno koro o l'Arca del Món.

### Hogmanay
A la revetlla d'any nou, la celebració d'Escòcia es diu Hogmanay. El nom es deriva de l'antic nom escocès per als regals de Nadal de l'edat mitjana. Les primeres celebracions de Hogmanay van ser portades a Escòcia pels invasors i ocupants nòrdics que celebraven un nou any solsticial (Anglaterra celebra l'any nou de 25 de març). El 1600, amb l'aplicació escocesa de l'1 de gener com a Any Nou i la persistent repressió de l'església en les celebracions del solstici, les tradicions nadalenques es van traslladar al 31 de desembre. El festival segueix sent denominat Yules pels escocesos de les illes Shetland, que comencen el festival el 18 de desembre i la tradició de celebrar l'últim (el ritual de persecució d'un troll) el 18 de gener. El costum més estès d'Escòcia és la pràctica de la primera trepitjada que comença immediatament després de la mitjanit de l'any nou. Es tracta de ser que a la primera persona (en general, alt i de pèl fosc) que creua el llindar d'un amic o un veí, sovint, implica el lliurament simbòlic de regals com la sal (amb menys freqüència avui dia), carbó, panets, whisky i pa negre (un budín de fruites) destinats a diferents tipus de sort per a l'amo de la casa. Aliments i begudes (com a regals i, sovint, mosques de cementiri) es dona als hostes.

### Junkanoo, Jonkonnu, John Canoa
Junkanoo, en les Bahames,
Junkunno o Jonkanoo, a Jamaica, és una gran mascarada, desfilada i festival del carrer, que sigui creï ser d'origen africà occidental. Tradicionalment es realitza a través dels carrers cap al final de desembre, i comprèn els participants vestits amb una varietat de fantasia disfresses, com Vaquer, el Cavall, l'indi salvatge, i el Diable. Les desfilades són acompanyades de bandes que habitualment consisteix en gaites, tambors, i de ratlladores de coco que s'utilitzen com a raspadors, i també cançons Jonkanoo són cantades. La mateixa pràctica era comuna en la costa de Carolina del Nord, on va ser anomenat Juan Canoa, John Koonah, o John Kooner. Juan Canoa s'assembla a l'amansiment d'ossos de la tradició medieval de Gran Bretanya. Tant John Canoe i la cerimònia dels ossos tenen gran semblança amb la inversió dels papers en els rituals socials que van marcar l'antiga festa romana de Saturnalia.

### Karachun (antic eslau occidental)
Karachun, Korochun o Kračún era una festa eslava similar a la de Halloween com el dia en què el Déu Negre i altres esperits malignes són més potents. Era celebrada pels eslaus en la nit més llarga de l'any. En aquesta nit, Hors, que simbolitza l'antic sol, es converteix en petit com en els dies més curts en l'hemisferi nord, i mor el 22 de desembre, el solstici de desembre. El diu que és derrotat per la foscor i el mal dels poders del Déu Negre. En honor d'Hors, els eslaus ballaven una dansa ritual en cadena que es diu el Horo. El ball tradicional de la cadena a Bulgària es diu horo. A Rússia i Ucraïna, que es coneix com a khorovod. El 23 de desembre Hors ressuscita i es converteix en el nou sol, Koleda. En aquest dia, els eslaus occidentals fan fogates amb fusta, troncs encesos en l'àmbit local en els cementiris per mantenir als seus sers estimats que van partir calents, organitzant menjades en honor dels morts a fi que no sofreixen de gana en aquesta cruïlla perquè sinó els morts ressuscitarien i matarien.

### Koleda, Коляда, Sviatki, Dazh Boh (antic eslau oriental i sarmata
En les antigues cultures eslaves, el festival de Kaleda començava en el solstici d'hivern i es perllongava durant deu dies. A Rússia, aquesta festivitat va ser més tard aplicada a la vespra de Nadal, però la majoria de les pràctiques es van perdre després de la revolució soviètica. Cada família cap a una fogata en la seva llar i convidava als seus déus de la llar a participar en les festivitats. Els nens es disfressen en les tardes i en començar les nits com Koledari, visitant cases, cantant desitjos de bona sort, igual que Shchedryk, als amfitrions. Com recompensa, se'ls lliura pocs regals en una tradició anomenada Kolyadovanie, igual que l'antiga Tradició wassailing o mummers.

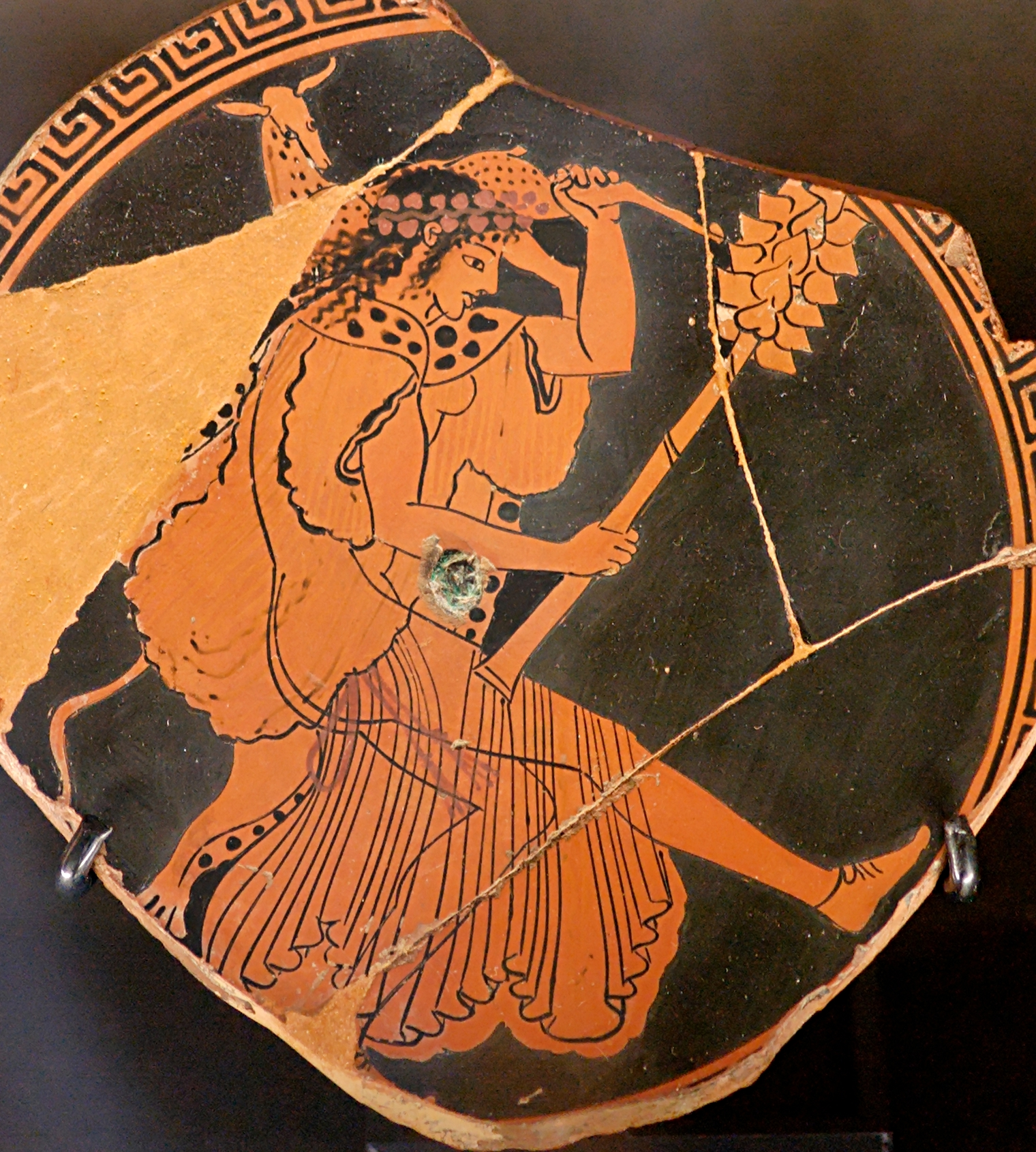
Maenad es mostra en vermell la figura de tassa, aprox. 480 aC, en el Museu del Louvre (París).

### Lenæa, Brumalia (Antiga Roma i Grècia hel·lenística)
En les civilitzacions del mar Egeu, el ritual exclusivament femení de ple hivern, Lenaea o Lenaia, va ser el Festival de la Dona Salvatge. En el bosc, un home o brau que representa el déu Dionís era fet trossos i consumit per Mènades. Més endavant en el ritual s'ofrena un bebè, la qual cosa representa el renaixement de Dionís. Lenaion, el primer mes del calendari Delian, deriva el seu nom del nom del festival. En l'època clàssica, el sacrifici humà havia estat substituïda per la d'una cabra, i el paper de les dones ha canviat a la dels funerals adolorits i els observadors de la partida de naixement. Miracles del vi van ser pels sacerdots, en la qual se segellava l'aigua o suc en una habitació en la nit i al matí de l'endemà s'han convertit en vi. El miracle es deia que s'havia dut a terme per Dionís i el Leneas. Pel segle v aC el ritual s'ha convertit en un festival de les competicions de teatre Gamelion, sovint celebrant-se a Atenes en el Teatre Lenaion. El festival Brumalia, un antic festival en honor del solstici Bacus, generalment durant un mes i acaba el 25 de desembre, que va ser influït per Lenaia. El festival incloïa la beguda i l'alegria. El nom es deriva de la paraula llatina bruma ("dia més curt" en llatí), encara que gairebé sempre la festa es va produir en la nit.

### Llúcia, Festa de Santa Llúcia (antic suec, luteranisme escandinau, ortodoxos orientals)
La Nit de Llúcia o Nit de Lussi (per antonomàsia Lussi natta ("nit de Lussi" en idioma suec) ocorre el 13 de desembre, en el que se suposava que anava a ser la nit més llarga de l'any. La festa va ser posteriorment consignada per l'Església Catòlica en el segle xvi com a Dia de Santa Llúcia. Es creia en el folklore de Suècia que si la gent, en particular els nens, no duien a terme les seves tasques, la dona dimoni, la Lussi, o la morta Llúcia Dunkle vindria a castigar-los.

### Makara Sankranti
Makara Sankranti, que se celebra a principis de Uttarayana, és l'únic festival hindú que es basa al calendari celeste en lloc del calendari lunar. El zodíac es va allunyar del calendari solar provocant que la festa ara es produeixi a mitjan gener (vegeu la preccessió dels equinoccis). A Tàmil Nadu, se celebra com el festival de Pongal. El dia abans de Pongal, l'últim dia de l'any anterior, se celebra Bhogi. A Assam es diu Magh Bihu (el primer dia de Magh), al Panyab i Lohri (a Maharshtra) es diu Makara Sankranti i se celebra mitjançant l'intercanvi de boles de caramel de sèsam (Fins a Gul), i demanant als altres a ser tan dolç com les boles de caramel per al proper any. Es diu Makara Sankrant perquè el sol entra en el signe zodiacal de Capricorn, el 14 de gener (Makar significa "capricorn"). Se celebra amb gran pompa a Andhra Pradesh, on el festival se celebra durant tres dies i més que un festival cultural, és un auspiciós dia com en altres parts de l'Índia. En algunes parts de l'Índia, el festival se celebra prenent banys en el Ganges o en un altre riu d'aigua i fer ofrenes al déu Sol. La immersió és per purificar-se i atorgar punia. En molts estats, principalment a Gujarat, les famílies volen estels dels seus sostres en tot el dia i la nit. És una forma de celebrar i donar la benvinguda al dia més llarg. En forma simbòlica, milers d'estels amb colors diferents volen en el cel donant-nos una sensació de que la Terra celebra en el més brillant i més càlid cel. També és molt comú regalar herba per alimentar a les vaques en aquest dia. A Assam, en la vespra Bihu Uruka les famílies construeixen una casa -com a estructures separades anomenades bhelaghar que són construïts per la comunitat en el seu conjunt. Diferents tipus de cordills es lliguen al voltant d'arbres fruiters. Tradicionalment, el combustible és cremat en la cerimònia final, quan tots els bhelaghar es cremen. Les seves restes es col·loquen en els arbres fruiters. S'ofereixen puyás especials com un agraïment per la bona collita. Des que el festival se celebra en ple hivern, els aliments preparats són per mantenir el cos calent i donar alta energia. Des de Laddu fins a jagger es fan per al festival de l'especialitat.

### Modranicht, Modresnach (germànic)
Modranicht, era una festa germànica. Es creia que els somnis en aquesta nit predeien esdeveniments de l'any següent. El 730, Beda va pensar que podria haver estat observat pels anglo-saxons en la vespra del solstici d'hivern.
Després del ressorgiment del Nadal a Gran Bretanya és reconeguda per molts com un dels Dotze dies de Nadal

### Meán Geimhridh, meitat d'hivern cèltic

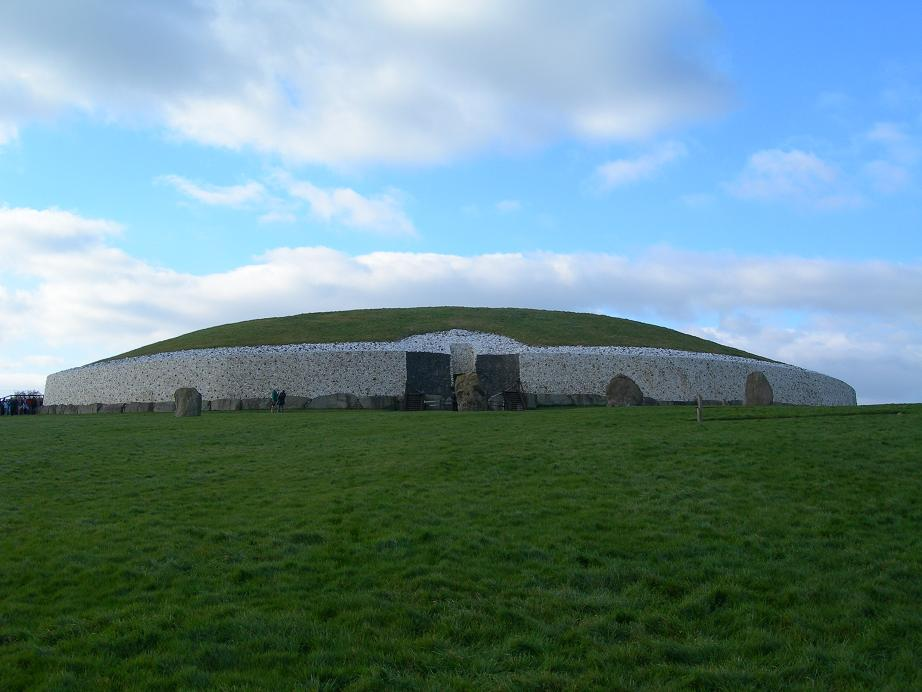
El passatge Newgrange està alineat amb el solstici d'hivern.

Meán Geimhridh (gaèlic tr: ple hivern) o Grianstad un Gheimhridh (gaèlic: solstici d'hivern) és un nom de vegades utilitzat per a rituals hipotètics de ple hivern o celebracions de les tribus proto-cèltiques, tardanes i druides. Als calendaris irlandesos, tots els solsticis i equinoccis es produeixen entorn del punt mitjà en cada temporada. El pas i la càmera de Newgrange (pre-cèltica o, possiblement, Proto-Cèltica 3200 aC), una tomba a Irlanda, està il·luminada pel clarejar del solstici d'hivern. Un eix de llum de sol brilla a través del sostre de la tomba sobre l'entrada i penetra en el pas de la càmera. El dramàtic cas de durada de 17 minuts en la matinada del 19 al 23 de desembre. El punt de rugositat és el terme per al solstici d'hivern en el País de Gal·les, que en l'antiga mitologia gal·lesa, va ser quan Rhiannon va donar a llum al sagrat fill, Pryderi.

#### Mummer's Day (cèltica, Cornualla)
El Dia del Mummer o Dia Fosc com de vegades es coneix, és una antiga celebració de Cornualla de ple hivern que té lloc cada any entre el 26 de desembre i el dia d'any nou a Padstow, Cornualla. Originalment va ser part del patrimoni pagà de les celebracions de ple hivern que regularment se celebra a tot Cornualla, on la gent balla ennegrint els seus rostres amb màscares.

#### Dia Wren
Per un període desconegut, el Lá an Dreoilín o el Dia Wren s'ha celebrat a Irlanda, l'Illa de Man i Gal·les el 26 de desembre. Multituds de persones, anomenat wrenboys, prenen les carreteres en diverses parts d'Irlanda, vestits amb roba multicolor, amb màscares o vestits de palla i acompanyat per músics suposadament en record de la festa celebrada pels druides. Anteriorment, la pràctica participen l'assassinat d'un reietó, i cantant al mateix temps porten l'au de casa a casa, detenint-se per aliments i l'alegria.

#### Arthan Alban
A Anglaterra, durant el segle xviii, va haver-hi un ressorgiment de l'interès en els druides. Avui en dia, entre els neo-druides, Alban Arthan (gal·lès Llum d'hivern, però derivat del poema gal·lès, Luz d'Arthur) se celebra el solstici d'hivern amb una festa ritual, i regals als necessitats.

### Pare Noel

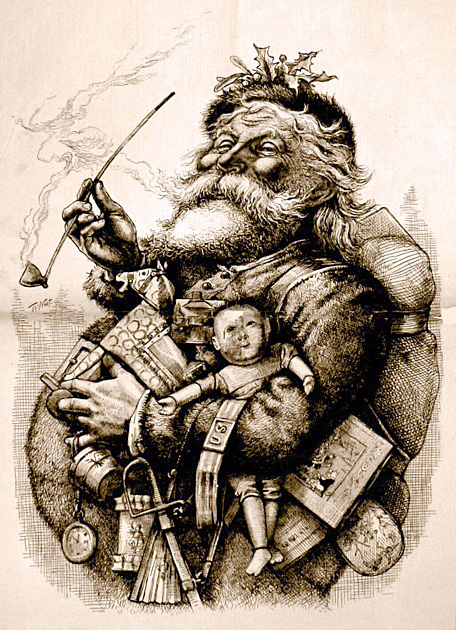
Il·lustració de 1881 per Thomas Nast

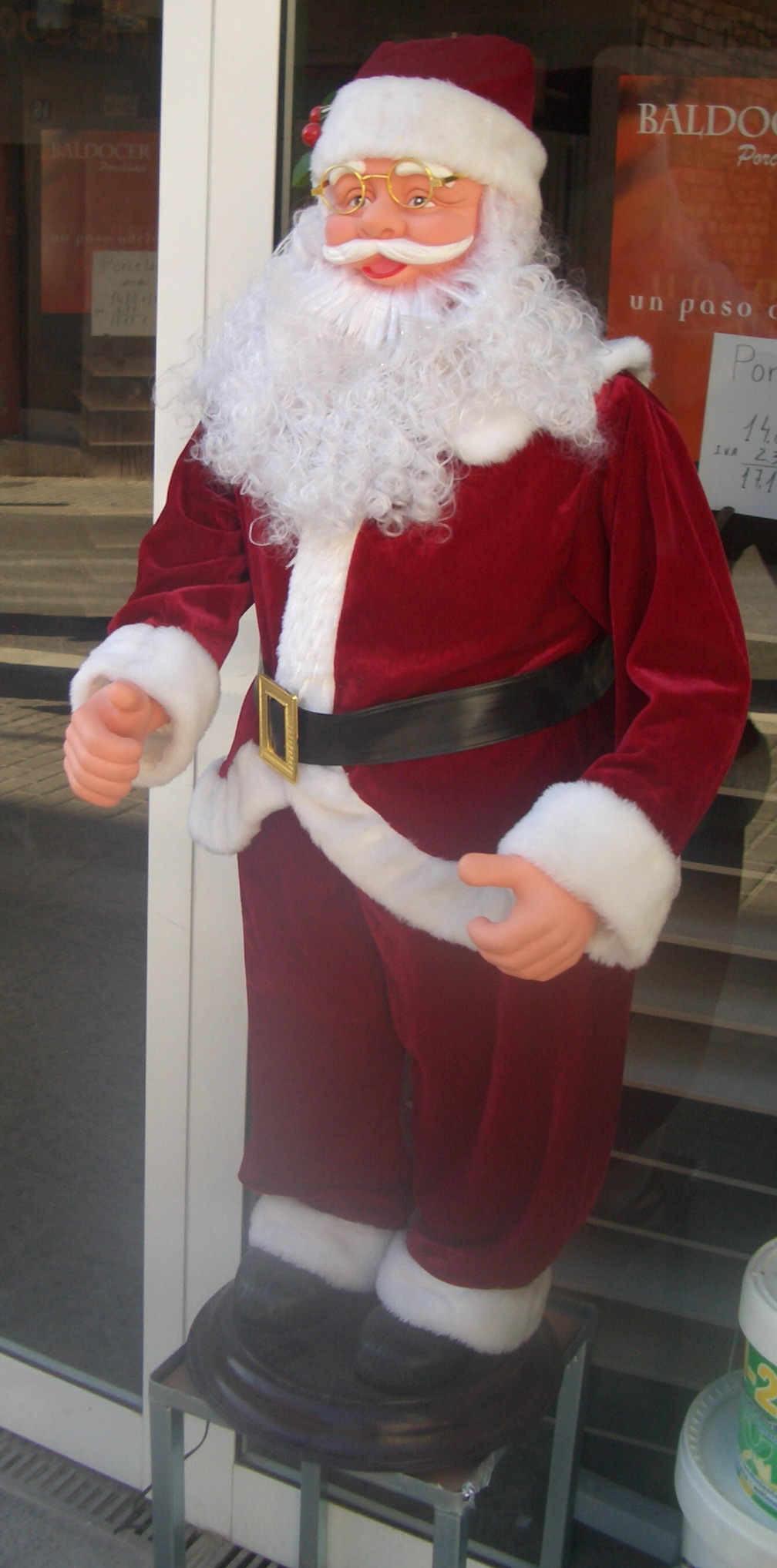
Figura de Pare Noel

Pare Noel, Santa Claus o Sant Nicolau són els noms amb els quals es coneix universalment al personatge llegendari que segons la cultura occidental porta regals als nens per Nadal. És un personatge inspirat en un bisbe cristià d'origen grec anomenat Nicolau, que va viure en el segle iv a Anatòlia, a les valls de Lícia (en l'actual Turquia). Era una de les persones més venerades pels cristians de l'edat mitjana, del que encara avui es conserven les seves relíquies en la basílica de Bari (Itàlia).

### Ritual Perchta
Els primers alemanys (segles vi-xi) creien que Hertha (Bertha o Perchta) era la deessa de la llum, la domesticitat i la llar. Cuinaven coques de llevat al forn en forma de sabates, que van ser anomenades sabatilles d'Hertha omplint-los de regals.
| «              | Durant el solstici d'hivern, les cases es cobrien amb branques perennes d'avet per donar-li la benvinguda. Quan la família i els serfs es reunien per sopar, feien un altar amb pedres planes, on encenien una fogata amb branques d'avet. Deien que Hertha descendia a través del fum i guiava als coneixedors de les tradicions a endevinar el futur dels assistents a la festa. | » |
| — Alfred Hotes | |   |

També hi ha versions més fosques sobre que Perchta aterroritzava als nens juntament amb un tal Krampus.
Moltes ciutats han dramatitzat les pràctiques dels déus com a personatges caminant pels carrers. Aquestes tradicions han seguit a les regions rurals dels Alps, i les diverses tradicions similars, tals com el de Wren, van sobreviure en les nacions cèltiques fins fa poc.

### Festa Rozhanitsa
En el segle xii, els eslaus de la regió oriental de Rússia, van adorar a la deessa mare d'hivern, Rozhnitsa, oferint sacrificis sense sang com mel, pa i formatge. Brodats de colors brillants que representen a la deessa de l'hivern es feien en honor de la Festa de Rozhanitsa a finals de desembre. Algunes dones russes van continuar l'observació d'aquestes tradicions al segle XX fent galetes blanques brillants amb figura de dona.

### Shab-e Chellé (شب چله) o Shab-e Yaldā (شب یلدا) — Pèrsia o Iran, II mil·lenni aC, fins avui dia
Derivat d'un festival pre-zoroàstric, Shab-e Chelleh se celebra en la vespra del primer dia d'hivern en el calendari persa, que sempre cau en el solstici. Yalda és el festival més important iranià que no involucra nou any avui en dia a l'Iran i ha estat sempre celebrat en aquest país per tots els grups ètnics i religiosos. Segons la mitologia persa, Mitra va néixer al final d'aquesta nit després de la llarga espera de la derrota de la foscor contra la llum. Shab-i Chelleh és ara una important ocasió social, quan la família i els amics es reuneixen per a la diversió i alegria. En general, les famílies es reuneixen en les llars dels seus majors. Diferents tipus de fruita seca, nous, llavors i fruites fresques es consumeixen a l'hivern. La presència de fruites fresques i seques és reminiscència de les antigues festes per celebrar i orar als déus per garantir la protecció dels cultius d'hivern. Síndries, caquis i magranes són símbols tradicionals d'aquesta celebració, que representen a tots el sol. Solia ser el costum de romandre desperts fins al clarejar en la nit de Yalda per menjar, beure, escoltar contes i poemes, però això ja no és molt comú, ja que la majoria de la gent té coses que fer l'endemà. Durant els primers dies de l'Imperi Romà molts sirians cristians van fugir de la persecució en l'imperi sassànida de Pèrsia, en presentar la festivitat Yaldā, en el sentit de naixement, causant el Shab-e Yaldā que es va convertir en sinònim de Shab-e Chelleh. Encara que tots dos termes s'utilitzen indistintament, Chelleh és més comunament acceptat per a aquesta ocasió.

### Dia Sanghamitta

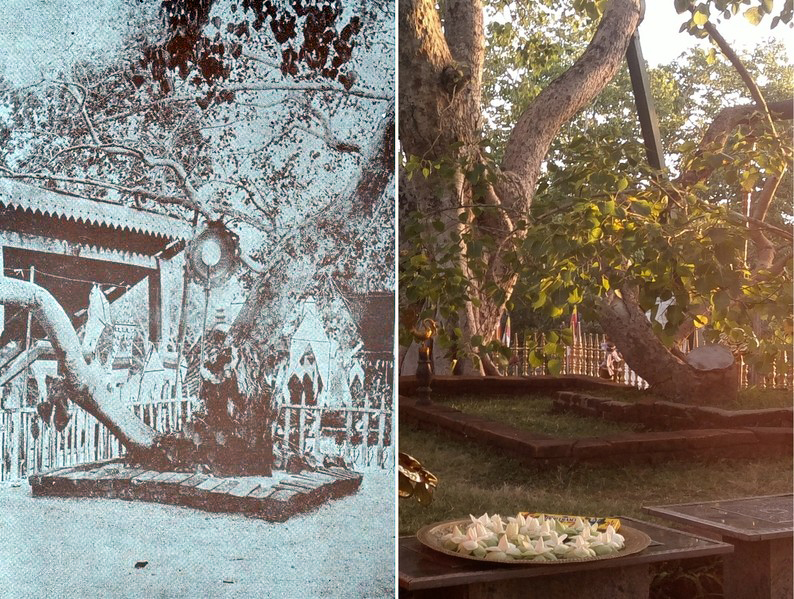
Arbre Bodhi decorat a Sri Lanka

Sanghamitta és en honor d'un monjo budista que va portar de la branca de l'arbre Bodhi a Sri Lanka en el qual ha florit durant més de 2000 anys.

### Saturnalia, Chronia
Originalment celebrada pels antics grecs com Kronia, el festival de Cronos, la Saturnalia va ser la festa en la qual els romans commemoraven la dedicació del temple de Saturn, que originalment va tenir lloc el 17 de desembre, però ampliat a tota una setmana, fins al 23 de desembre. Un gran i important festival públic a Roma, tractava de sacrificis convencionals, establien un sofà davant del temple de Saturn i la desvinculació de les cordes que delimitaven l'estàtua de Saturn, durant la resta de l'any. A més dels ritus públics hi havia una sèrie de festes i costums celebrats en privat. Les celebracions inclouen unes vacances escolars, la realització i lliurament de petits regals (saturnalia et sigillaricia) i un mercat (sigillaria). Es permetia el joc per a tots, fins i tot pels esclaus durant aquest període. La toga no s'usava, sinó més aviat el mínim, és a dir, roba de sopar colorit i informal i el pileus (barret del lliberto), era usat per tots. Els esclaus estaven exempts de càstig, i tractaven amb menyspreu dels seus amos. Els esclaus celebraven un banquet abans de la festa, sent atesos pels seus amos. Saturnalia es va convertir en un dels festivals romans més populars que van donar lloc a més bogeria, marcada principalment pel canvi ostensible de llocs entre amos i esclaus, la qual cosa temporalment revertia l'ordre social. En el folklore grec i xipriota es creia que els nens nascuts durant el festival es trobaven en perill de convertir-se en Kallikantzaroi els quals sortirien de la Terra després del solstici de causar problemes per als mortals. Alguns deixaven regals en les seves portes per distreure'ls fins que el sol tornés.

### Zistanê Seva
La nit d'hivern (en kurd: Seva Zistanê) és una festa no oficial celebrada per les comunitats de tot el Kurdistan a la regió d'Orient Mitjà. Aquesta nit és considerada una de les més antigues festes encara observada pels moderns kurds com a festa i se celebrava per les antigues tribus de la regió com un dia sant. El dia festiu cau cada any en el solstici d'hivern. Ja que la nit és la més llarga de l'any, les antigues tribus creien que era la nit en què hi havia una victòria de la llum sobre les tenebres i significava el renaixement del sol. El sol exerceix un paper important en diverses religions antigues que encara es practica per alguns kurds, a més de la seva importància en el zoroastrisme.
En els temps moderns, les comunitats en la regió del Kurdistan encara observen la nit com un dia firat. Moltes famílies preparen grans festes per a les seves comunitats i els nens juguen i se'ls dona dolços en forma similar a la d'avui dia en les pràctiques de Halloween.

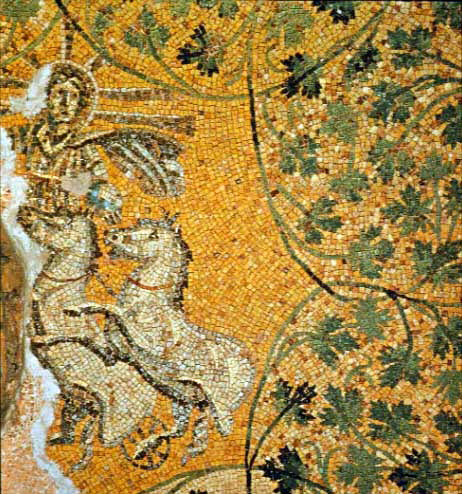
Mosaic del Sol en el Mausoleu M en la necròpoli sota la Basílica de Sant Pere (Ciutat del Vaticà). Alguns interpreten que representa a Crist.

### Festival del Sol Invictus
Sol Invictus ("el Sol invicte"), o més àmpliament, Deus Sol Invictus ("el déu sol invicte") va ser un títol religiós aplicat almenys a tres divinitats més tard durant l'Imperi Romà durant el segle iii.
- El Gabal
- Mithras
- Sol.

Un festival del naixement del Sol Inconquistado (o dies natalis Invicti Solis) era celebrada pels romans el 25 de desembre. En aquest respecte, el primer dia després dels sis dies de l'estancament solar (aparent) del solstici d'hivern, la durada de la primera llum del dia comença a augmentar, com el sol, una vegada més, i la sortida del sol inicia el seu moviment cap al Nord, la qual cosa era interpretada com el «renaixement» del sol. El mitraisme, religió mistérica expandida amb els legionaris per tot l'imperi romà, va venir a estendre aquest culte. Amb la creixent popularitat del cristianisme, Jesús de Natzaret va venir a donar-se molt abans del reconeixement donat a un Déu sol. amb el que s'inclou a Crist en la tradició. Això va ser més tard condemnat per l'Església Catòlica a principis d'associació de Crist amb pràctiques paganes

### Olentzero

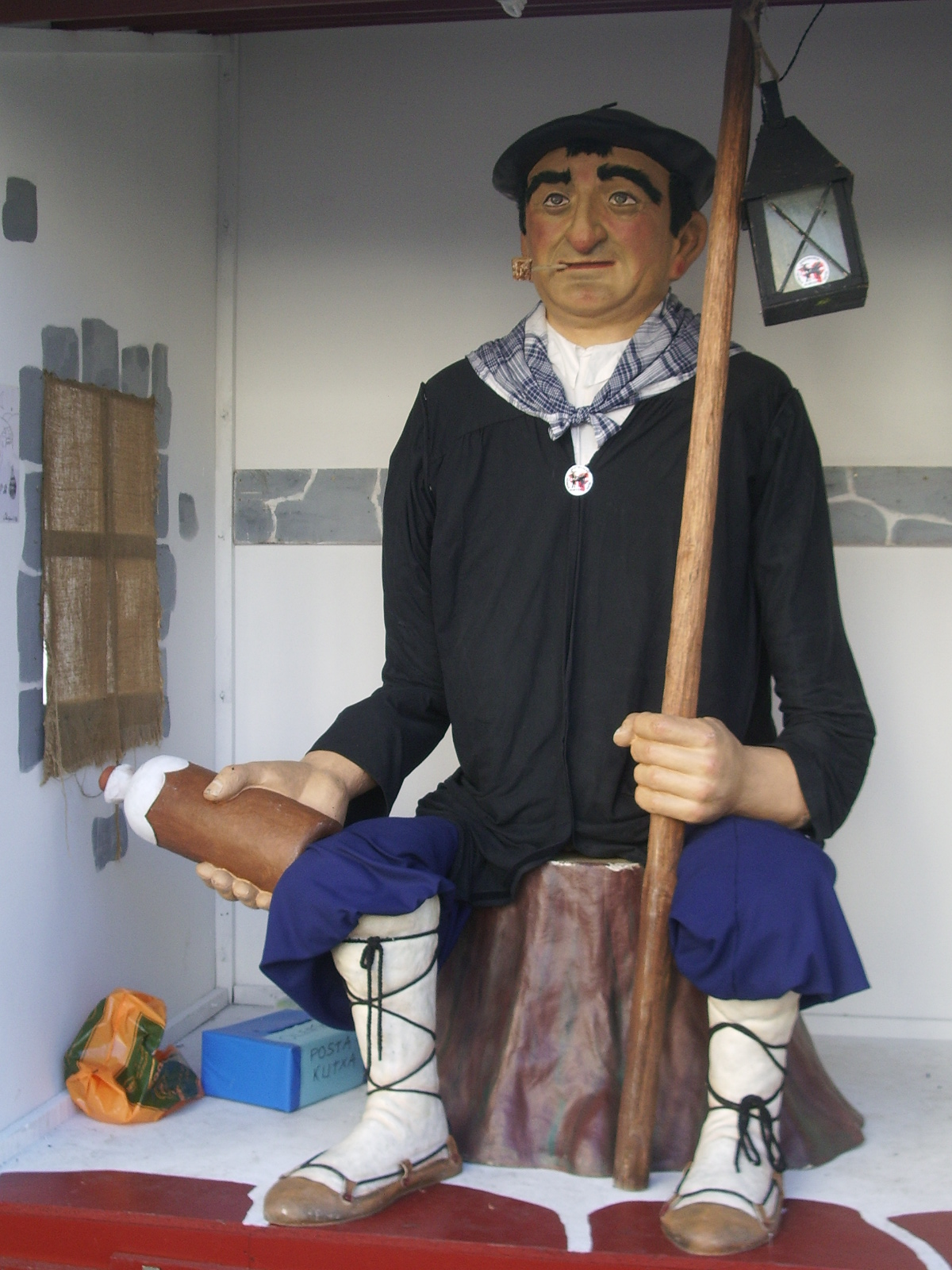
Olentzero a Hendaia (França).

Olentzero o Olentzaro és un personatge navarrès de la tradició nadalenca basca. Es tracta d'un carboner mitològic que porta els regals el dia de Nadal en les llars del País Basc, l'origen del qual està a la zona de Lesaka.

### Apalpador
Apalpador o Pandigueiro és un personatge de la tradició nadalenca gallega. Es tracta d'un carboner mitològic que segons indica la tradició baixa la nit del 24 o 31 de desembre, a tocar el ventre als nens per veure si han menjat suficientment durant l'any, deixant un munt de castanyes, eventualment algun regal i desitjant-los que tinguin un any nou ple de felicitat i menjar.

### Soyal
Soyalangwul és la cerimònia del solstici d'hivern de l'ètnia zuñi i la Hopitu Shinumu, «Els pacífics», també conegut com a indis hopi. Se celebra el 21 de desembre, el dia més curt de l'any. L'objectiu principal de la cerimònia ritual és perquè el sol torni de la seva llarga letargia hivernal. Així mateix, marca el començament d'un altre cicle de la Roda de l'Any, i és un temps de purificació. Pahos (pals d'oració) es fan abans de la cerimònia Soyal, beneint a tota la comunitat, incloent les seves cases, animals i plantes. Les kiva (cambres subterrànies sagrades rituals) s'obren en un ritual per marcar el començament de la temporada Kachina

### Wayeb
Wayeb 'o Uayeb, és un mes de 5 dies per completar l'any maia, són cinc dies de la Haab, calendari solar maia. Aquest és un període especial i les persones efectuen rituals a les seves cases o endreçar les seves cabelleres. Aquests dies són complementaris per al temps astronòmic, i per complementar el cicle de 365 dies. Aquest calendari està lligat a les activitats agrícoles, que porta el compte dels temps de les estacions, els cicles de pluja, l'època de sembra i collita del sagrat blat de moro com a aliment donat pel cor del cel i de la terra; els cicles de caça, pesca. També per portar el control de plagues i malalties en les collites.
La rituals de la Ronda de Calendari que se celebraven al final de cada 52 anys (coincidència dels tres calendaris maies), amb 4 Wayeb a 1 Imix 0 Pop, amb tots els focs extingits i una nova cerimònia del foc que simbolitza un nou començament.
La propera ronda de Calendari serà en el solstici d'hivern de 2012, començant una nova baktun. Observacions HAAB encara estan en poder de les comunitats maies a les terres altes de Guatemala.

### Yule, jul, Jol, Joul, Joulu, Jõulud, Geol, Geul

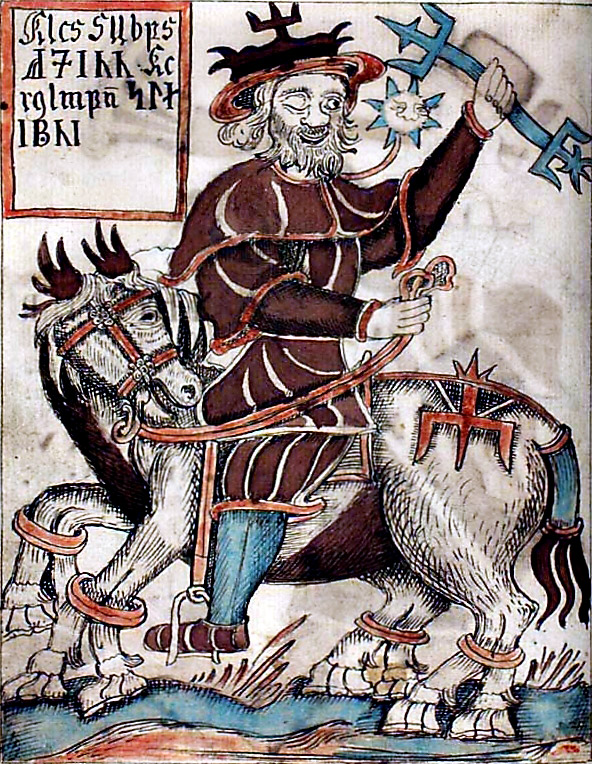
Manuscrit islandès que representa Odin per haver matat el Jotunn, Ymir

Originalment el nom Giuli significava 60 dies a partir de la marea lunar de la tarda en ple hivern escandinau nòrdics i germans. L'arribada de Juletid per tant, va arribar a referir-se a les celebracions de ple hivern. A finals de l'època vikinga les celebracions de Nadal van arribar a ser un gran festival en el qual el solstici d'hivern va ser amalgamat amb les tradicions de les diverses celebracions de ple hivern en tot Europa, com Mitwinternacht, Modrasnach, Midvinterblot, i la celebració del solstici teutònic i la Festa dels Morts. Un exemple ben documentat d'això és el 960, quan el rei Haakon I de Noruega, va signar al juliol una llei perquè se celebrés en la nit del 25 de desembre, per ajustar-la amb la celebració cristiana. Per a algunes sectes nòrdiques els registres de Yule van ser encesos en honor de Thor, el déu del tro. La festa continuava fins que el registre es cremava, des de tres o fins a dotze dies. Els indígenes de la tradició islandesa Jol van continuar més enllà de l'Edat Mitjana, però van ser condemnats quan la Reforma va arribar. La celebració continua avui en tot el nord d'Europa i en altres llocs de nom i tradicions. Per als cristians, com a representant de la nativitat de Jesús en la nit del 24 de desembre, i per uns altres com una festa cultural d'hivern en el 24 o per a alguns, la data del solstici.

#### Jul
En les sectes germàniques neopaganes, Yule se celebra amb reunions que sovint inclouen un menjar i regals. Nous intents de reconstrucció o de sobreviure les celebracions històriques de comptes són sovint, variacions característiques de les tradicionals. Tanmateix, s'ha assenyalat que això no és realment una reconstrucció, perquè aquestes tradicions mai han mort: solament s'han reemplaçat pels elements cristians de la celebració substituint l'esdeveniment en el solstici.
L'islandès Ásatrú i la'Assemblea Popular d'Asatru als EUA reconeixen com Yule Jol durant 12 dies, a partir de la data del solstici d'hivern.
Entre el 21 i el 30 de desembre celebren el solstici d'hivern, Jól o Yule com el renaixement del déu solar Balder. Coincideix amb l'elevació del Sol dins del cicle anual i l'inici de l'època lluminosa.

#### Yule (Wicca)
En la Wicca, una forma de celebració s'observa com un dels vuit dies de festa solar, o Sabbat. En la majoria de tradicions wiccanes, en aquesta festa se celebra el renaixement del Gran Déu,
que és considerat com el nounat sol del solstici. Encara que el nom de Yule s'ha assignat des del paganisme germànic i nòrdic, els elements de la celebració en si són d'origen modern.

### Zagmuk, Sacaea
Adaptant les celebracions egípcies a Osiris, Babilònia va celebrar la renovació anual o celebració de l'any nou, el Festival Zagmuk. Durava 12 dies superposant-se al solstici d'hivern o equinoccio vernal al centre del seu bec. Es tracta d'un festival celebrat per l'observació de la batalla del déu sol Marduk contra la foscor. Els babilonis celebraven desfilades tant terrestres i fluvials. Sacaea, com Berós es refereix a ell, ha caracteritzat els festivals amb la subversió d'un ordre que condueix al nou any. Amos i esclaus s'intercanvien, un simulacre de coronació del rei i mascarades que obstruïen els carrers. Aquest va ser un precursor del Festival de Kronos, i possiblement de la Saturnalia i el Purim

### Ziemassvētki
En l'antiga Letònia, Ziemassvētki, en el sentit de festa d'hivern, se celebrava el 21 de desembre com una de les dues festes més importants, l'altra era Jani. Ziemassvētki celebrava el naixement de Dievs, el major déu de la mitologia letona. Les dues setmanes abans de Ziemassvētki es deien velu laiks, la "temporada de fantasmes". Durant el festival, s'encenien veles per a Dieviņš i un foc ardent que havia de mantenir-se fins al final, i la seva extinció assenyalava la fi de la dissort de l'any anterior. Durant el banquet, un espai en la taula estava reservat als fantasmes, que havia d'arribar en un trineu. Durant la festa, es menjaven sempre determinats aliments: pa, fesols, pèsols, carn de porc especialment la seva costelles i la seva potes. Carolers (Budeļi) anaven de porta en porta cantant cançons i alimentant-se en diferents cases. Aquesta celebració més tard va ser adaptada pels cristians en l'edat mitjana. Ara se celebra els dies 24, 25 i 26 de desembre, i en gran part reconeguts com un cristià pels laics és respectada culturalment. Els lituans de la religió Romuva segueixen celebrant una variant de la celebració original politeista.